# 新大学
新大學（英語：New universities），在非正式場合中，常指英國數次新大學成立（或院校改名為大學）的風潮。

## 词源
早於1928年，這個名詞曾用作形容新出現的城市大學（civic universities），如布里斯托爾大學，以及其他紅磚大學（red brick universities）。
在較後時間，這個名詞則用來指任何在關於高等教育的《罗宾斯报告》（Robbins Report）发表以後、於1960年代成立的大学，这些大学現在常被称为平板玻璃大学（plate glass universities）。
今天，這個名詞則專指在1992年、因為馬卓安政府所頒布的《1992年持續進修及高等教育法》而獲授予大學地位的前理工学院、中央學院或高等教育學院，以及此後獲授予大學地位的學院。這些院校更普遍地被稱作“1992年後大學”（post-1992 universities），有時或會被稱為“现代大学”（modern universities）。

## 列表
- 亚伯泰丹迪大学（University of Abertay Dundee）
- 安格利亚鲁斯金大学
- 巴斯泉大学（Bath Spa University）
- 貝德福德大學
- 布莱顿大学（University of Brighton）
- 坎特伯里基督教堂大学（Canterbury Christ Church University）
- 中英格兰大学（University of Central England）
- 中央兰开夏大学（University of Central Lancashire）
- 諾桑比亞大學（Northumbria University）
- 彻斯特大学（University of Chester）
- 奇彻斯特大学（University of Chichester）
- 考文垂大学（Coventry University）
- 提赛德大学（Teesside University）
- 德比大学（University of Derby）
- 东伦敦大学（University of East London）
- 格罗斯特郡大学（University of Gloucestershire）
- 西倫敦大學（The University of West London）
- 西英格兰大学
- 西敏寺大学
- 温彻斯特大学（University of Winchester）